# Adolf Janssen
Adolf August Jakob Janssen (* 20. Mai 1916 in Höhr-Grenzhausen; † 23. April 2004 in Bad Homburg vor der Höhe) war ein deutscher SS-Hauptsturmführer und Teilkommandoführer des Sonderkommandos 4a der Einsatzgruppe C.

## Leben
Adolf Janssen war Sohn eines damaligen Feldwebels und späteren Gastwirts. Von 1922 bis 1926 besuchte er in Koblenz-Pfaffendorf die Volksschule, von 1926 an das Staatliche Kaiserin-Auguste-Gymnasium in Koblenz, wo er 1935 die Reifeprüfung ablegte. 
Im November 1929 trat er der HJ, in der er Stammführer war. Zum 1. Mai 1934 trat er der NSDAP bei (Mitgliedsnummer 3.501.019). Im Oktober 1936 trat er in den Reichsarbeitsdienst ein, um dort die Führerlaufbahn einzuschlagen. Im Oktober 1937 wurde er als Kriminalangestellter bei der Staatspolizeileitstelle in Frankfurt am Main eingestellt. Am 18. Februar 1938 wurde er Mitglied der SS (SS-Nr. 392.501). Im Dezember 1939 kam er zum Lehrgang für Kriminalkommissaranwärter der Geheimen Staatspolizei an die Führerschule der Sicherheitspolizei, wo er im August 1940 die Kommissarprüfung bestand. Im Mai 1941 wurde er nach Pretzsch/Elbe abgeordnet, wo er zu dem Sonderkommando 4a der Einsatzgruppe C als SS-Obersturmführer zugeteilt. Anschließend war er bis Oktober 1941 als Teilkommandoführer des Sonderkommandos 4a eingesetzt. Im April/Mai 1942 war er im KZ Buchenwald tätig, um dort bei der Aufstellung eines Bataillons russischer Überläufer im Rahmen der sogenannten Aktion Zeppelin zu helfen. Im April 1944 kam er zum Amt VI des Reichssicherheitshauptamt (Auslands-Nachrichtendienst), wo er den Auftrag bekam, eine Abwehrschule ins Leben zu rufen. Am 20. April 1944 wurde er zum SS-Hauptsturmführer befördert. Im Dezember 1944 wurde er zum Regierungsassessor ernannt. 
Im Jahre 1945 wurde Janssen als Ordonnanzoffizier zu der Heeresgruppe Weichsel einberufen. Danach kam er zur 25. Panzergrenadier-Division und schließlich  zur 38. Waffen-SS-Grenadier-Division, mit deren Stab geriet er in Gefangenschaft. Im Jahre 1946 wurde er als ehemaliger Waffen-SS Angehöriger in einem Waffen-SS Lager interniert.  Aus dem Internierungslager Nürnberg-Langwasser entfloh er im August 1947. Am 23. Dezember 1947 wurde er in Frankfurt am Main festgenommen und erneut in das Internierungslager Darmstadt gebracht. Aber auch von hier entfloh er bereits an Weihnachten 1947. Dann fing er als Volontär bei einem Bauunternehmen in Hannover an, später war er dort in einem Glasunternehmen bis 1950 tätig. Von 1951 bis 1954 war er Geschäftsstellenleiter und Leiter der Finanzabteilung bei einer Wohnungsbaugenossenschaft in Hannover, bis 1959 Syndikus und Leiter der Finanzierungsabteilung eines freien Wohnungsunternehmens in Hannover und alsdann Landesleiter einer Bausparkasse. Ab 1. April 1965 war er als Bankdirektor bei einer Hypothekenbank Leiter der Beleihungsabteilung für Süddeutschland tätig. Am 26. Mai 1965 wurde er festgenommen. Am 2. Oktober 1967 begann in Darmstadt die Hauptverhandlung gegen ehemalige Angehörige des Sonderkommandos 4a. Am 29. November 1968 wurde er vom Landgericht Darmstadt wegen Beihilfe zum Mord in zwei Fällen zu 11 Jahren Haft verurteilt.